# Marin Islands

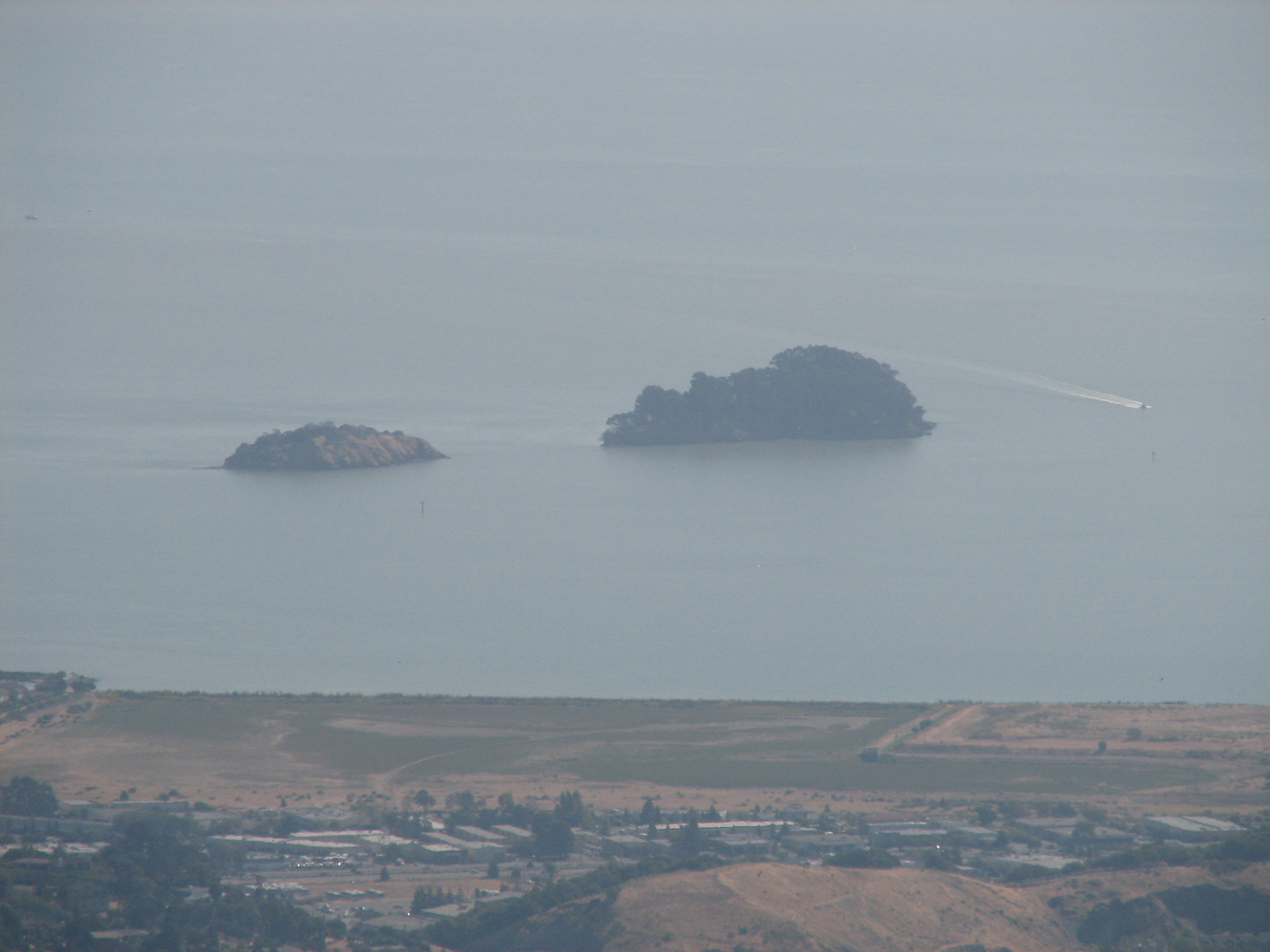
Les Marin islands

Les Marin Islands sont deux îles de la Baie de San Pablo, appelées « East Marin » et « West Marin », dans le comté de Marin au nord de la Baie de San Francisco.
Elles sont classées comme refuge naturel national (National Wildlife Refuge) et comme réserve écologique en 1993. C'est un lieu de reproduction pour les hérons et pour plusieurs espèces d'aigrettes.